# Kiša, para i brzina
Kiša, para i brzina ili Velika zapadna željeznica je slavno ulje na platnu romantičarskog slikara Williama Turnera iz 1844. godine.

## Povijest
Mnoga Turnerova djela vuku svoje podrijetlo iz akvarela “bojeni počeci” koje je slikar slikao kao skice, a zapravo su apstraktniji od djela apstraktnog slikarstva s početka 20. stoljeća. No, u njima je slikar uvijek znao prepoznati figure koje su ga ponukale da ih naslika i znao ih je lakoćom vizualizirati. Kiša, para i brzina – Velika zapadna željeznica je prikaz pogleda na London preko netom dovršenog Maidenhead željezničkog mosta preko rijeke Temze. Turner je naslikao skicu za ovu sliku nakon što je devet minuta držao glavu kroz prozor vlaka Exeter express tijekom pljuska. Slika je zasigurno najdojmljiviji prikaz brzine i atmosferskih neprilika.
Slika je prvi put izložena u Kraljevskoj akademiji u Londonu 1844. godine, iako je mogla nastati i ranije. Poput drugih Turnerovih djela, i ova slika predstavlja osjećajnost koja ga oslobađa ograničenja umjetničkih konvencija njegova doba. Nekoliko godina nakon slikareve smrti, 1856. godine, ova slika je upisana kao dio njegove ostavštine koja se danas većinom nalazi u gleriji Tate u Londonu.

## Odlike
Kiša, para i brzina prikazuje vlak okupan izmaglicom jutarnjeg sunca kako juri preko mosta prema promatraču. Ispred i ispod lokomotive se nalazi širok luk u kojem svijetla žuta boja ukazuje na odraz vode. S lijeve strane u daljini nalaze se četiri luka drugoga mosta, koji se nježno odražavaju u zlatnoj i plavoj površini rijeke. Između dvaju mostova jedan je čamac, a u blizini središta slike, na obali Temze, vide se svijetli obrisi likova koji plešu. Iako se oblik vlaka lako razabire, preovladava osjećaj izgubljenosti jer je zadnji kraj vlaka, poput mosta, rastočen u okolnomsvjetlu i atmosferi. Turner je, u naletu ukusne ironije, naslikao jednog, jedva vidljivog, zeca kako slijepo juri prema nadolazećem vlaku.
Kompozicija (likovna) je podijeljena na gotovo jednake dijelove dvjema osima koje se sijeku pod pravim kutom. Većina slike je okupana zlaćanim svjetlom, dok je donja desna četvrtina naslikana tamnim tonovima s istaknutom perspektivom kojoj je nedogled u mističnom središtu slike. Time slikar dočarava beskrajno prostranstvo.
Odnos između tame i svjetla odgovara Goetheovim teorijama boja prema kojima se boja istovremeno povezuje sa svjetlošću i bojom, kontrasne boje s brzinom i opasnošću, a topli tonovi narančaste i žute, u lijevom dijelu slike, odgovaraju veselim i opuštajućim emocijama koje izaziva gledanje mirnog pejzaža.
Svijetleći učinak sjajnih boja postignut je kombinacijom tehnike uljenih boja i akvarela. To je Turneru omogućilo da stvori pozadinu u kojoj se sve stapa u nebu, s nizom mekih i dubokih modrih boja, mirnih žutih i sjajnih bijelih tonova. U svakom dijelu slike boja se neprimjetno mijenja iz jedne nijanse u drugu, tako da nije moguće odrediti gdje jedna boja prestaje a gdje druga počinje.
Ovakav način slikanja je kulminacija venecijanskog slikarstva 18. st., i najavljuje impresionizam.

## Vanjske poveznice
- Nacionalna galerija u Londonu - stranica o slici (engl.)